# 侯志強 (香港)
侯志強（英語：Gary Hau Chi-keung，1956年—），香港新界原居民，現任上水區鄉事委員會主席、香港北區區議會當然議員、新界鄉議局當然執行委員，以及惠州政協委員。

## 簡介
侯志強生於上水河上鄉，出身於新界五大氏族的侯氏家族。19歲時曾犯下盜竊罪。在歐美發跡後回港。
2007年當選上水區鄉事委員會主席，自動成為北區區議會當然議員。2008年至2011年任北區區議會副主席。
2011年上水區鄉事委員會選舉中，侯志強擊敗簡炳墀連任鄉事委員會主席，並舉証簡炳墀賄選，結果簡炳墀被判入獄。
2013年因支持香港政府的新界東北發展計劃先後發表「拆祠堂」論、「廢人論」引起爭論。其後，他提出要求將拆遷金額由60萬元提升至200萬元。
2015年4月，侯志強及一名地產代理被上水河上鄉村民劉愛嬌控告在其耕種的農地傾倒泥頭，其後農地更被改建成通往村屋屋苑「金鼎湖畔」的車路及泳池。侯志強及一名地產代理被判須向劉愛嬌賠償140萬多元。法官林定國批評兩人行為橫蠻、漠視法紀，而侯志強更是一個差勁的證人。
2016年，侯志強退出自由黨，原定與梁福元等其他新界鄉紳籌組政黨「新進步聯盟」，準備參與立法會選舉。但最終組黨不成，以獨立人士身份參選新界東選區，他在無綫電視、香港電台電視部的選舉論壇指控民建聯陳克勤團隊成員侯漢碩非法套丁，結果只得6,720票落選。

## 參與節目
- 2012年：《把酒當歌》（亞洲電視）
- 2016年：《頭條新聞》（香港電台）
- 2016年：《新聞透視》（無綫電視）
- 2016年：《講清講楚》（無綫電視）
- 2016年：《J5龍門陣》（無綫電視）

## 內部連結
- 上水石湖新村警民衝突

## 外部連結
- 侯志強 （页面存档备份，存于）